# Diocèse de Thai Binh
Le diocèse de Thai Binh (Dioecesis de Thai Binh) est un territoire ecclésial de l'Église catholique au Viêt Nam suffragant de l'archidiocèse d'Hanoï. En 2010, il comptait 133 043 baptisés pour 3 250 000 habitants. Son titulaire est Mgr Pierre Nguyên Van Dê, S.D.B

## Territoire

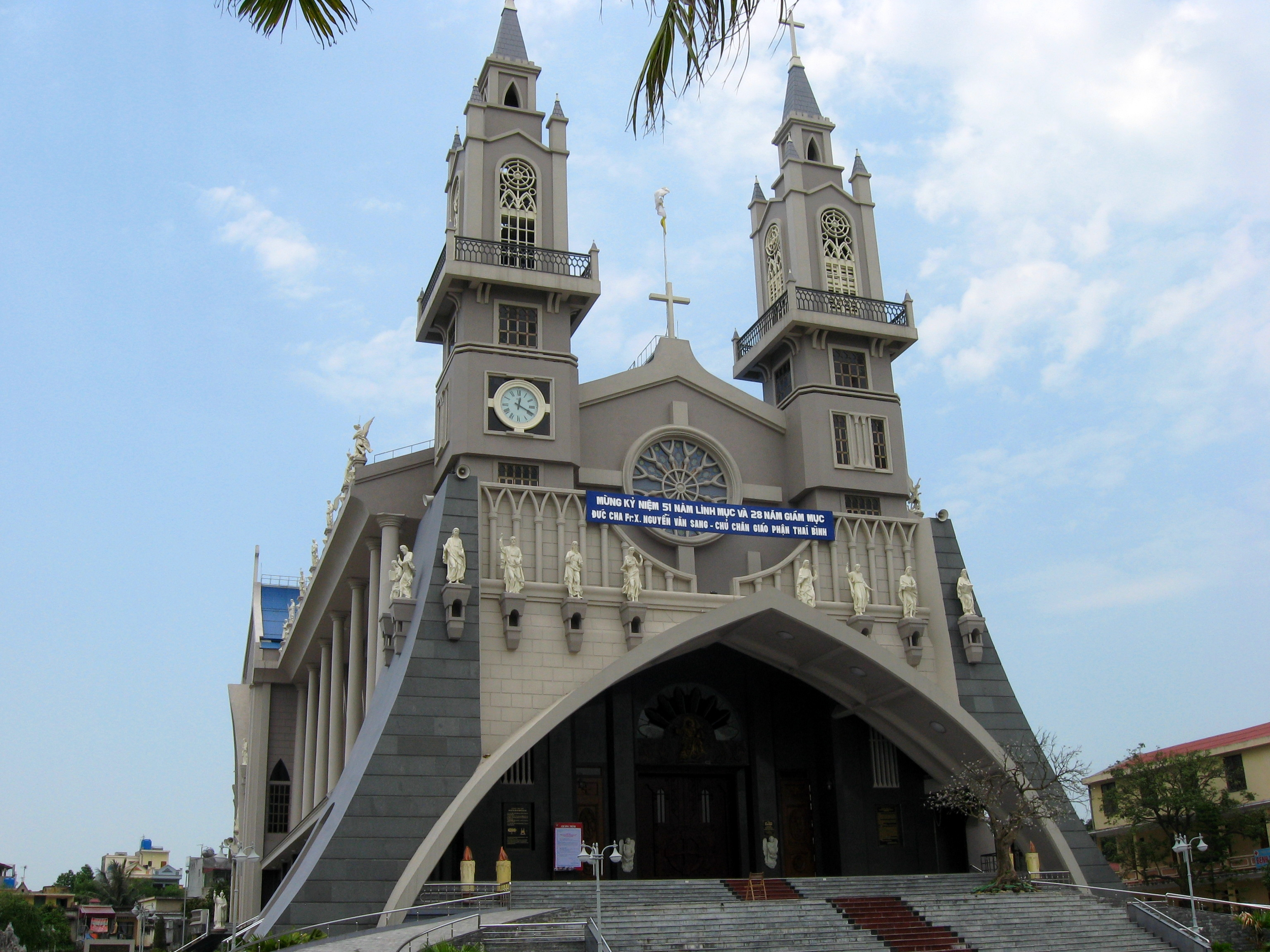
Façade de la cathédrale de Thai Binh

Le diocèse comprend la ville de Thái Binh, où se trouve la cathédrale du Sacré-Cœur-de-Jésus.
Le territoire est subdivisé in 102 paroisses.

## Historique
Le vicariat apostolique de Thái Binh a été érigé le 9 mars 1936 par la bulle Praecipuas inter de Pie XI, recevant son territoire du vicariat apostolique de Bui Chu (aujourd'hui diocèse) et confié aux dominicains espagnols.
Une grande partie de la population chrétienne et non chrétienne fuit les massacres en 1954-1955 pour se réfugier au Sud Viêt Nam.
Le 24 novembre 1960, le vicariat est élevé au rang de diocèse par le décret Venerabilium Nostrorum de Jean XXIII.

## Liste des ordinaires
- Juan Casado Obispo, O.P. † (9 mars 1936 - 19 janvier 1941 décédé)
- Santos Ubierna (it), O.P. † (24 février 1942 - 15 avril 1955 décédé), également évêque titulaire de Lamdia (de)
- Siège vacant (1955-1960)
- Dominique Dinh-Duc-Tru † (5 mars 1960 - 8 juin 1982 décédé), premier évêque originaire du pays
- Joseph-Marie Dinh-Binh † (7 juin 1982 - 14 mars 1989 décédé)
- François-Xavier Nguyên Van Sang (3 décembre 1990 - 25 juillet 2009)
- Pierre Nguyên Van Dê, S.D.B. (25 juillet 2009 - 29 octobre 2022)
- Dominic Đặng Văn Cầu, depuis le 29 octobre 2022

## Statistiques
| année | baptisés | population totale | pourcentage | prêtres | fidèles par prêtre | religieux | religieuses | paroisses |
| ----- | -------- | ----------------- | ----------- | ------- | ------------------ | --------- | ----------- | --------- |
| 1962  | 88 452   | 1 660 891         | 5,3         | 14      | 6318               | -         | 26          | 14        |
| 1979  | 88 446   | 3 986 460         | 2,2         | 22      | 4020               | -         | -           | 64        |
| 1996  | 125 000  | 1 560 000         | 8,0         | 30      | 4166               | -         | 26          | 64        |
| 2000  | 120 000  | 2 800 000         | 4,3         | 34      | 3529               | -         | 48          | 64        |
| 2001  | 120 000  | 2 800 000         | 4,3         | 31      | 3870               | -         | 48          | 64        |
| 2003  | 119 749  | 2 950 000         | 4,1         | 38      | 3151               | -         | 71          | 64        |
| 2004  | 116 399  | 2 850 000         | 4,1         | 42      | 2771               | -         | 79          | 64        |
| 2010  | 133 043  | 3 250 000         | 4,1         | 57      | 2334               | 3         | 130         | 102       |
| 2014  | 129 245  | 2 936 400         | 4,4         | 90      | 1436               | 44        | 155         | 102       |